# Johann Jakob Brodbeck

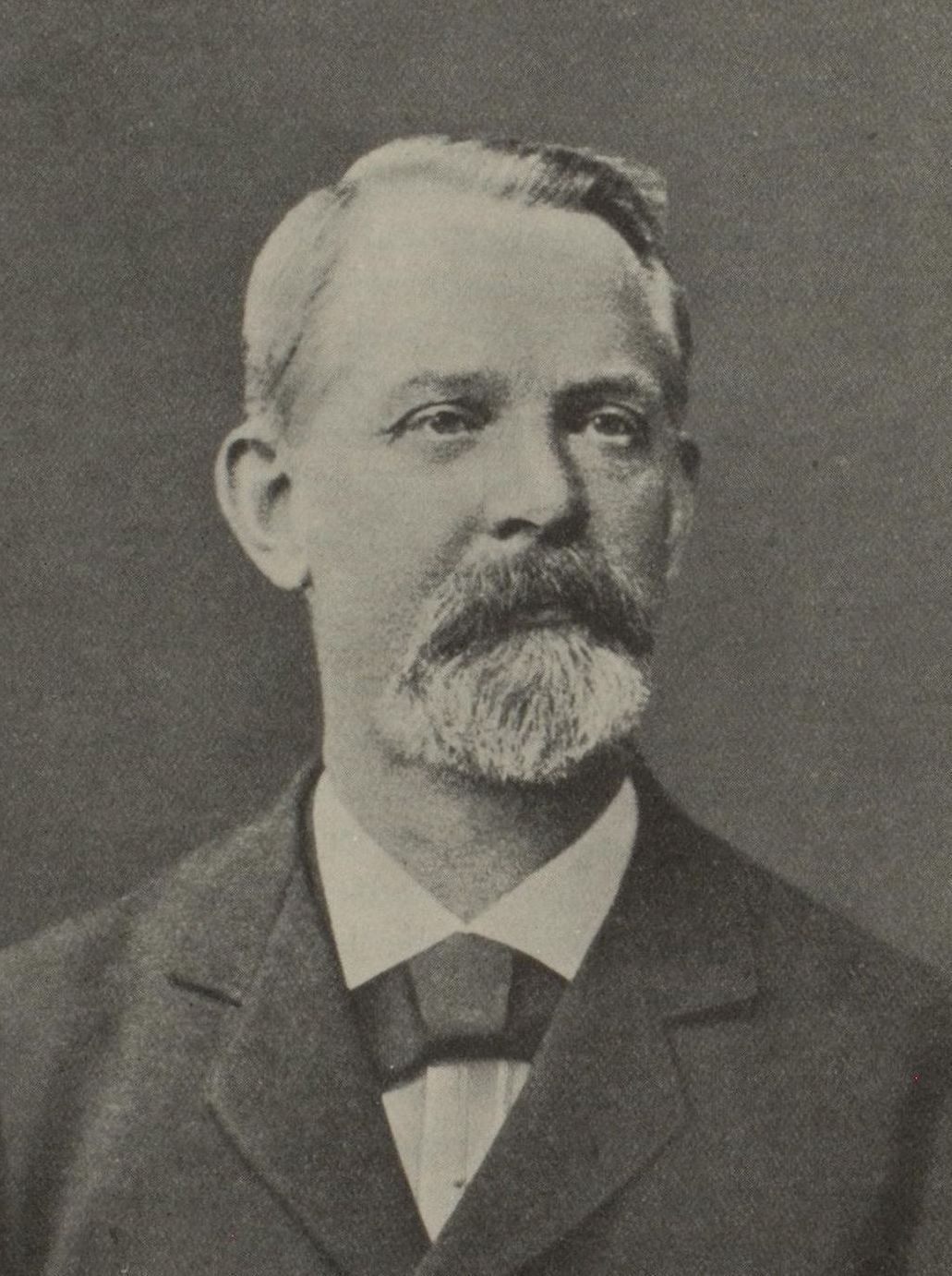
Johann Jakob Brodbeck

Johann Jakob Brodbeck (* 13. August 1828 in Liestal; † 8. August 1892 ebenda) war ein Schweizer Politiker und Theologe.

## Leben
Johann Jakob Brodbeck, der Sohn eines Schuhmachers, absolvierte in Liestal die Bezirksschule. Zwischen 1844 und 1847 besuchte er das Pädagogium in Basel und die Kantonsschule in Aarau. In Tübingen sowie in Zürich studierte er Theologie.
Von 1850 bis 1851 war er Hauslehrer in Bayern, von 1852 bis 1865 Pfarrer in Buus-Maisprach und von 1865 bis 1872 Pfarrerhelfer und Rektor der Mädchensekundarschule in Liestal. Im Baselbieter Regierungsrat hatte er von 1872 bis 1892 die Erziehungsdirektion, daneben zeitweise auch Finanz-, Polizei- und Kirchendirektion inne. Sowohl als Theologe wie auch als Politiker galt Brodbeck als Praktiker, dessen Sinn für das Machbare zum Tragen kam, in einer Zeit, in der das Volk lange jeden Ausbau des Erziehungswesens ablehnte.
Neben seiner beruflichen Tätigkeit widmete sich Brodbeck auch lokalhistorischen Studien.

## Werke
- Geschichte der Stadt Liestal in Chronikform dargestellt, 2 Tl., Liestal 1864–1865